# Der Staatsanwalt hat das Wort: Geschiedene Leute
Geschiedene Leute ist ein deutscher Fernsehfilm von Vera Loebner aus dem Jahr 1975, der als 35. Folge der Filmreihe Der Staatsanwalt hat das Wort erschien.

## Handlung
Nachdem die Ehe zwischen Herrn und Frau Ritter gescheitert ist, haben die beiden beschlossen, getrennte Wege zu gehen – auch in Anbetracht ihrer gemeinsamen Tochter. Trotz der hinter ihnen liegenden Scheidung stellt das notwendige Zusammenleben in der früheren gemeinsamen Wohnung die Familie vor einige Herausforderungen. Schließlich kommt es angesichts der vielen Probleme zu einer Straftat von Frau Ritter, die die ehemaligen Eheleute vor Gericht bringt. Nun müssen sich Staatsanwalt und Gericht mit diesem Fall befassen.

## Produktion
Geschiedene Leute entstand 1974/1975 im Zuständigkeitsbereich des DDR-Fernsehens. Der Film zählt zum Bereich der unterhaltenden Dramatik mit dem Thema Polizeiruf/Staatsanwalt. An der Produktion beteiligt waren unter anderem: 
- Szenenbild: Klaus Poppitz
- Kostüm: Ursula Rotte
- Dramaturgie: Käthe Riemann
- Kommentar: Peter Przybylski